# MICHIKO
MICHIKO（みちこ）とは、日本のネットアイドルである。

## 人物
1998年より活動を始めた。ネットアイドルの黎明期に人気となり、「ネットアイドル」という言葉を人々に知らしめた。1999年には雑誌『SPA!』にて篠山紀信撮影の写真が掲載され、同年には写真集も出版されるなど、インターネットと印刷物の双方で活躍した数少ないネットアイドルのひとりであったと言える。
コスプレを愛好しており、様々な扮装をした写真を上げている。アンダーグラウンド系の掲示板を覗くのが趣味で、参加することもあった。

## 著書
- 『Michiko web No.1ネットアイドル』塚田和徳撮影（ケイエスエス、1999年）ISBN 4-87709-389-3